# Club Arc Alpin
Club Arc Alpin (CAA) je upravni organ velikih gorskih športnih zvez v Alpah. S svojimi osmimi člani predstavlja skupaj 1,7 milijona članov. Club Arc Alpin zastopa interese svojih članov na mednarodni ravni. Združenje je bilo ustanovljeno 18. novembra 1995 v kraju Schaan v Liechtensteinu.

## Zgodovina
Združenje je bilo ustanovljeno v Lihtenštajnu leta 1995. Urad CAA je bil sprva v Innsbrucku. Leta 2005 se je pisarna preselila v München v hišo Nemškega alpinističnega kluba. Klub Arc Alpin je od leta 2007 registrirano združenje v Nemčiji.
Na sestanku Kluba Arc Alpin so se odločili za »kolaborativno članstvo« z Evropsko unijo planinskih društev (EUMA), ki je bila ustanovljena leta 2017.
Klaus-Jürgen Gran je bil osem let predsednik CAA (2011 do 2019), njegova naslednica je bila sredi septembra 2019 Nicole Slupetzky.

## Članska združenja
Klubu trenutno pripada osem večjih gorskih športnih društev v alpskem loku. Združenje tako predstavlja skupaj okoli 2,5 milijona članov.
Na splošno (z izjemo Južne Tirolske / Italije) je v članstvo sprejet le en klub iz vsake alpske države.
| Država      | Status           | Združenje                    | Kratica | Od   | Člani     |
| ----------- | ---------------- | ---------------------------- | ------- | ---- | --------- |
| Nemčija     | polnopravni član | Deutscher Alpenverein        | DAV     | 1995 | 1.289.641 |
| Francija    | polnopravni član | Club Alpin Français          | FFCAM   | 1995 | 87.127    |
| Italija     | polnopravni član | Alpenverein Südtirol         | AVS     | 1995 | 67.788    |
| Italija     | polnopravni član | Club Alpino Italiano         | CAI     | 1995 | 322.000   |
| Lihtenštajn | polnopravni član | Liechtensteiner Alpenverein  | LAV     | 1995 | 2.865     |
| Avstrija    | polnopravni član | Österreichischer Alpenverein | ÖAV     | 1995 | 756.941   |
| Švica       | polnopravni član | Schweizer Alpen-Club         | SAC     | 1995 | 157.983   |
| Slovenija   | polnopravni član | Slowenischer Alpenverein     | PZS     | 1995 | 58.431    |

Člani teh zvez imajo tudi medsebojne sporazume o reciprociteti, tako lahko člani planinskih zvez članic združenja uživajo enake ugodnosti pri prenočevanju.
Planinske zveze članice CAA zastopajo skupaj 1.819.932 članov, upravljajo 1.733 koč in vzdržujejo skoraj 130.000 kilometrov planinskih poti.

## Organiziranost
Organi so: skupščina, upravni odbor, komisije, revizorji in arbitražno sodišče.
Skupščina poteka enkrat letno. Sestavljajo jo imenovani predstavniki združenj članic.
Upravni odbor sestavljajo predsednik, podpredsednik, blagajnik in še dva člana.
Komisije lahko ustanovi občni zbor za posamezne teme in so sestavljene iz predstavnikov združenj članic.
Dva revizorja izvoli občni zbor za dobo štirih let.

## Komisije
Komisije CAA so strokovni organi in svetovalni organi upravnega odbora. V komisiji so strokovnjaki iz različnih organizacij in imajo zato obsežno strokovno znanje na tematskih področjih, kot tudi znanje iz svojega združenja. Delo usklajujejo na rednih sejah v različnih krajih članic.
Trenutne komisije CAA so:
- Komisija za varstvo narave in alpsekga prostora, ki v gorah opravlja strokovno izmenjavo mnenj med posameznimi planinskimi zvezami, izdela mnenja in strategije na teme iz zaščite okolja in narave v gorah, nudi podporo predsedstvu pri promociji Alpske konvencije in izvaja lastne projekte v Alpah, predvsem na področju informiranja in ozaveščanja planincev.

- Komisija za koče in poti ima za cilj ohranitev in podporo kočam kot nenadomestljivemu sestavnemu delu alpinističnega turizma, ki so ga zgradile planinske veze v naših gorah v 150 letni zgodovini. Je delovna skupina katere namen je podpirati razvoj skupne evropske politike zvez članic CAA.

- Komisija za gorski šport, usposabljanje in varnost se zavzema za to, da se šport v gorah v vsej svoji raznolikosti lahko izvaja odgovorno in okolju prijazno, zato je izobraževanje prostovoljnih vodnikov tur in trenerjev osnovna naloga zvez.

Komisije med drugim delujejo strokovno izmenjavo med združenji članicami, razvijati stališča in strategije o aktualnih, relevantnih temah v skladu s CAA in podpirati upravni odbor pri njegovem delu.

## Naloge in cilji
CAA skuša varovati skupne interese svojih članic, predvsem na področju alpinizma, ohranjanja narave in alpskega prostorskega načrtovanja, alpske kulture in ciljev, ki so dokumentirani v Konvenciji o varstvu Alp (Alpska konvencija). »CAA se vidi predvsem kot zastopstvo interesov celotne alpske regije ob hkratnem spoštovanju interesov svojih članov.«
Združenje ima status opazovalke pri Alpski konvenciji in ima tako sedež v odborih te mednarodne pogodbe. »Tam se zavzema za hitro izvajanje Alpske konvencije s strani držav pogodbenic, da bi zagotovili trajnostni razvoj alpske regije.«